# Retzwiller
Retzwiller [ʁɛtsvilɛʁ]  est une commune française située dans l'aire d'attraction de Mulhouse et faisant partie de la collectivité européenne d'Alsace (circonscription administrative du Haut-Rhin), en région Grand Est.
Cette commune se trouve dans la région historique et culturelle d'Alsace.

## Géographie

### Localisation
La commune est à 1,9 km de Elbach, 2,5 de Dannemarie et 6,5 de Monreux-Vieux.

### Géologie et relief
Patrimoine naturel : 
- Trois zones naturelles d'intérêt écologique, faunistique et floristique (Znieff)[2] :

Vallées de la Largue et du Grumbach,
Vallées de la Largue, de sa source à sa confluence avec l'Ill, et de ses affluents,
Vallon du Elbaechlein et de ses affluents et prairies du Traubacherweg à Retzwiller, Wolfersdorf et Elbach.

### Sismicité
Commune située dans une zone  de sismicité moyenne.

### Communes limitrophes
| Elbach  |            | Wolfersdorf |
| Valdieu | Retzwiller | Dannemarie  |
| Romagny |            | Manspach    |

### Hydrographie et les eaux souterraines
Hydrogéologie et climatologie : Système d’information pour la gestion des eaux souterraines du bassin Rhin-Meuse :
Territoire communal : Occupation du sol (Corinne Land Cover); Cours d'eau (BD Carthage),
Géologie : Carte géologique; Coupes géologiques et techniques,
 Hydrogéologie : Masses d'eau souterraine; BD Lisa; Cartes piézométriques.

#### Réseau hydrographique
La commune est traversée par la ligne de partage des eaux entre les bassins versants du Rhin et de la Saône au sein respectivement du bassin Rhin-Meuse et du bassin Rhône-Méditerranée-Corse. Elle est drainée par le canal du Rhône au Rhin, la Largue, le ruisseau Elbaechel et le canal d'alimentation du canal du Rhône au Rhin,,.
Le canal du Rhône au Rhin est un canal français qui relie la Saône, affluent navigable du Rhône, au Rhin, par la vallée du Doubs et son prolongement en Haute Alsace jusqu'à Niffer sur le Rhin, un autre prolongement rejoignant Strasbourg par la canalisation de l'Ill. La commune est sur la section qui relie Valdieu-Lutran à Saint-Symphorien-sur-Saône. 
La Largue, d'une longueur de 51 km, prend sa source dans la commune de Oberlarg et se jette  dans l'Ill à Illfurth, après avoir traversé 28 communes. 

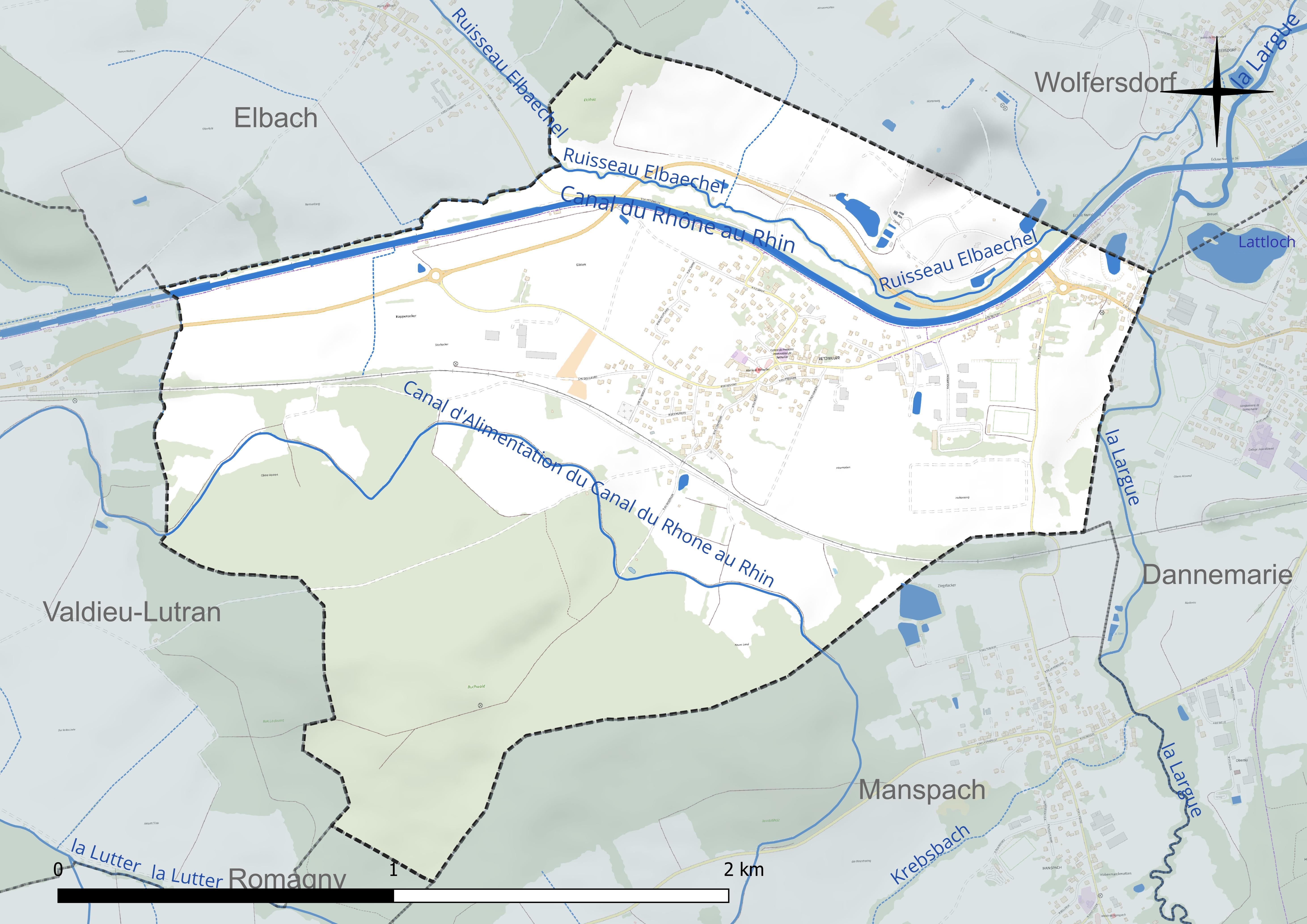
Réseau hydrographique de Retzwiller.

#### Gestion et qualité des eaux
Le territoire communal est couvert par le schéma d'aménagement et de gestion des eaux (SAGE) « Largue ». Ce document de planification concerne le bassin versant de la Largue et une zone située à l'ouest du périmètre (la région de Montreux). Ce territoire s'étend sur 385 km2. Le périmètre a été arrêté le 4 mars 1996 et le SAGE proprement dit a été approuvé le 24 septembre 1999 puis révisé le 17 mai 2016. La structure porteuse de l'élaboration et de la mise en œuvre est le Syndicat mixte pour l'aménagement et la renaturation du bassin versant de la Largue et du secteur de Montreux, qui a évolué en Epage le 1er janvier 2018, sous le nom de Epage Largue. 
La qualité des cours d’eau peut être consultée sur un site dédié géré par les agences de l’eau et l’Agence française pour la biodiversité.

### Climat
Pour des articles plus généraux, voir Climat du Grand Est et Climat du Haut-Rhin.
En 2010, le climat de la commune est de type climat des marges montargnardes, selon une étude du Centre national de la recherche scientifique s'appuyant sur une série de données couvrant la période 1971-2000. En 2020, Météo-France publie une typologie des climats de la France métropolitaine dans laquelle la commune est exposée à un climat semi-continental et est dans la région climatique  Vosges, caractérisée par une pluviométrie très élevée (1 500 à 2 000 mm/an) en toutes saisons et un hiver rude (moins de 1 °C). 
Pour la période 1971-2000, la température annuelle moyenne est de 10 °C, avec une amplitude thermique annuelle de 17,6 °C. Le cumul annuel moyen de précipitations est de 972 mm, avec 10,3 jours de précipitations en janvier et 9,7 jours en juillet. Pour la période 1991-2020, la température moyenne annuelle observée sur la station météorologique de Météo-France la plus proche, « Carspach », sur la commune de Carspach à 9 km à vol d'oiseau, est de 11,0 °C et le cumul annuel moyen de précipitations est de 827,7 mm. 
La température maximale relevée sur cette station est de 38,1 °C, atteinte le 4 août 2022 ; la température minimale est de −17,7 °C, atteinte le 5 février 2012,,. 
Les paramètres climatiques de la commune ont été estimés pour le milieu du siècle (2041-2070) selon différents scénarios d'émission de gaz à effet de serre à partir des nouvelles projections climatiques de référence DRIAS-2020. Ils sont consultables sur un site dédié publié par Météo-France en novembre 2022.

## Urbanisme

### Typologie
Au 1er janvier 2024, Retzwiller est catégorisée bourg rural, selon la nouvelle grille communale de densité à sept niveaux définie par l'Insee en 2022.
Elle appartient à l'unité urbaine de Dannemarie, une agglomération intra-départementale regroupant neuf  communes, dont elle est une commune de la banlieue,,. Par ailleurs la commune fait partie de l'aire d'attraction de Mulhouse, dont elle est une commune de la couronne,. Cette aire, qui regroupe 132 communes, est catégorisée dans les aires de 200 000 à moins de 700 000 habitants,.

### Occupation des sols
L'occupation des sols de la commune, telle qu'elle ressort de la base de données européenne d’occupation biophysique des sols Corine Land Cover (CLC), est marquée par l'importance des territoires agricoles (53,8 % en 2018), en diminution par rapport à 1990 (55,8 %). La répartition détaillée en 2018 est la suivante : 
forêts (32,3 %), zones agricoles hétérogènes (26 %), terres arables (25 %), zones urbanisées (9,6 %), mines, décharges et chantiers (4,3 %), prairies (2,8 %). L'évolution de l’occupation des sols de la commune et de ses infrastructures peut être observée sur les différentes représentations cartographiques du territoire : la carte de Cassini (XVIIIe siècle), la carte d'état-major (1820-1866) et les cartes ou photos aériennes de l'IGN pour la période actuelle (1950 à aujourd'hui).

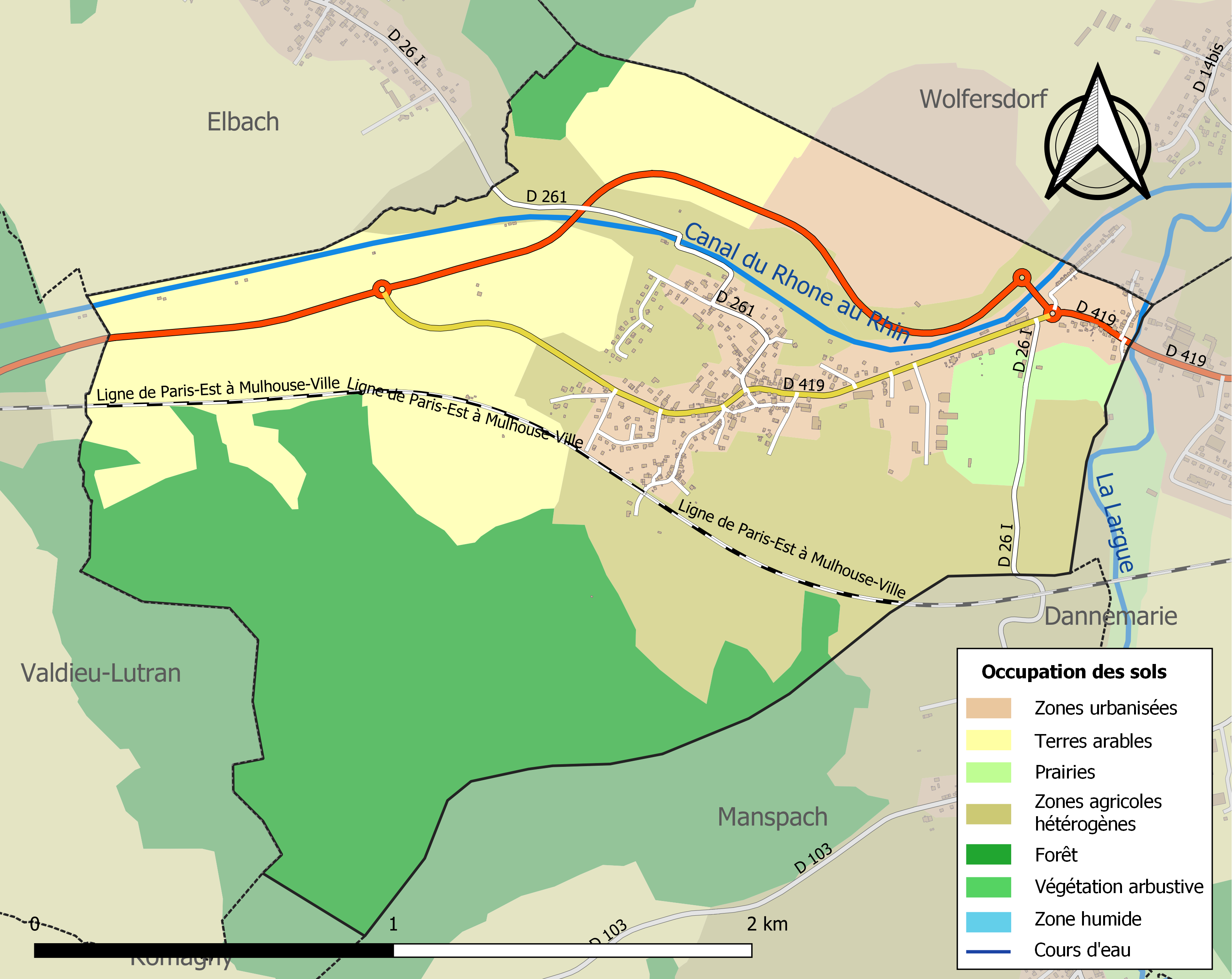
Carte des infrastructures et de l'occupation des sols de la commune en 2018 (CLC).

### Voies de communications et transports

#### Voies routières
- Autoroute A36, surnommée La Comtoise : Échangeurs Échangeurs Fontaine, Colmar - Mulhouse, Belfort.

#### Transports en commun

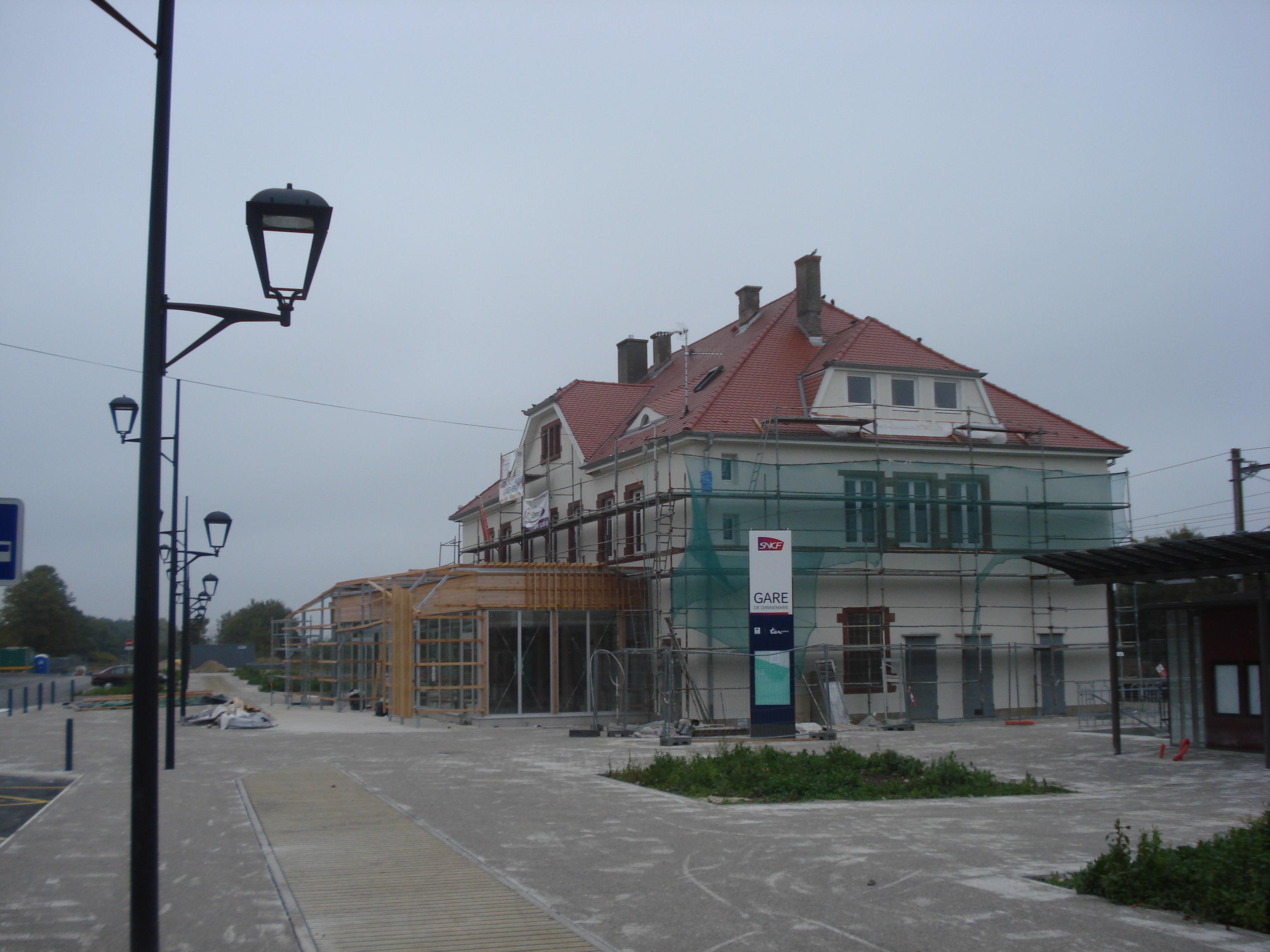
Gare de Dannemarie.

- Fluo Grand Est.
- Transports en Alsace.

#### Lignes SNCF
- Gare de Dannemarie
- Gare de Montreux-Vieux

## Histoire
Retzwiller a appartenu au Comté de Ferrette puis au domaine des Habsbourg jusqu'au traité de Westphalie en 1648. Annexé à l'Allemagne en 1870, le village fut libéré dès 1914.
Retzwiller ne devint paroisse qu'en 1848. Il existait auparavant une chapelle Saint-Antoine - filiale de la paroisse de Dannemarie - citée pour la première fois en 1671 et située à l'entrée du village, à l'emplacement de la croix de 1805.
Lors de la deuxième guerre mondiale, plusieurs habitants furent fusillés pour avoir fait partie du groupe de "l'affaire de Ballersdorf". Le massacre de Ballersdorf s'est déroulé du 17 au 24 février 1943 en Alsace, accompli par les nazis sur dix-huit jeunes alsaciens réfractaires à l'incorporation de force dans l'armée allemande.
Le village a été libéré le 23 janvier 1945,,.

### Héraldique
| Blason de Retzwiller | Les armes de Retzwiller se blasonnent ainsi : « D'azur à la champagne d'argent pignonnée de trois montants. » |

## Politique et administration
| Période                                  | Période                   | Identité                                          | Étiquette | Qualité    |
| ---------------------------------------- | ------------------------- | ------------------------------------------------- | --------- | ---------- |
| Les données manquantes sont à compléter. |                           |                                                   |           |            |
| 1919                                     | 1951                      | Antoine Knopf                                     |           |            |
| 1951                                     | 1983                      | René Knopf                                        |           |            |
| 1983                                     | 2001                      | François With                                     |           |            |
| 2001                                     | 2014                      | François Gissinger                                |           |            |
| 2014                                     | 2018                      | Gérard Chatonnier                                 |           |            |
| 2018                                     | En cours (au 23 mai 2020) | Franck Grandgirard Réélu pour le mandat 2020-2026 | SE        | Professeur |

### Budget et fiscalité 2022
En 2022, le budget de la commune était constitué ainsi :
- total des produits de fonctionnement : 668 000 €, soit 935 € par habitant ;
- total des charges de fonctionnement : 312 000 €, soit 437 € par habitant ;
- total des ressources d'investissement : 711 000 €, soit 996 € par habitant ;
- total des emplois d'investissement : 555 000 €, soit 777 € par habitant ;
- endettement : 405 000 €, soit 568 € par habitant.

Avec les taux de fiscalité suivants :
- taxe d'habitation : 15,11 % ;
- taxe foncière sur les propriétés bâties : 30,38 % ;
- taxe foncière sur les propriétés non bâties : 67,47 % ;
- taxe additionnelle à la taxe foncière sur les propriétés non bâties : 0,00 % ;
- cotisation foncière des entreprises : 0,00 %.

Chiffres clés Revenus et pauvreté des ménages en 2021 : médiane en 2021 du revenu disponible, par unité de consommation : 25 130 €.

## Économie

### Entreprises et commerces

#### Agriculture
- Culture de céréales, de légumineuses et de graines oléagineuses.
- Élevage d'autres bovins et de buffles.
- Élevage d'autres animaux.
- Exploitation forestière.

#### Tourisme
- Hébergements et restauration à Carspach, Ueberstrass, Wittersdorf, Ruederbach, Moolargue.

#### Commerces
- Commerces et services de proximité.
- Chocolaterie artisanale.
- Ancienne tuilerie[31]

## Population et société

### Démographie

#### Évolution démographique
L'évolution du nombre d'habitants est connue à travers les recensements de la population effectués dans la commune depuis 1793. Pour les communes de moins de 10 000 habitants, une enquête de recensement portant sur toute la population est réalisée tous les cinq ans, les populations de référence des années intermédiaires étant quant à elles estimées par interpolation ou extrapolation. Pour la commune, le premier recensement exhaustif entrant dans le cadre du nouveau dispositif a été réalisé en 2005.

En 2022, la commune comptait 694 habitants, en évolution de −2,53 % par rapport à 2016 (Haut-Rhin : +0,66 %, France hors Mayotte : +2,11 %).
| 1793 | 1800 | 1806 | 1821 | 1831 | 1836 | 1841 | 1846 | 1851 |
| ---- | ---- | ---- | ---- | ---- | ---- | ---- | ---- | ---- |
| 303  | 273  | 334  | 397  | 411  | 475  | 476  | 492  | 488  |

| 1856 | 1861 | 1866 | 1871 | 1875 | 1880 | 1885 | 1890 | 1895 |
| ---- | ---- | ---- | ---- | ---- | ---- | ---- | ---- | ---- |
| 508  | 483  | 472  | 461  | 464  | 545  | 497  | 492  | 506  |

| 1900 | 1905 | 1910 | 1921 | 1926 | 1931 | 1936 | 1946 | 1954 |
| ---- | ---- | ---- | ---- | ---- | ---- | ---- | ---- | ---- |
| 519  | 527  | 599  | 553  | 560  | 717  | 666  | 646  | 643  |

| 1962 | 1968 | 1975 | 1982 | 1990 | 1999 | 2005 | 2006 | 2010 |
| ---- | ---- | ---- | ---- | ---- | ---- | ---- | ---- | ---- |
| 607  | 655  | 512  | 538  | 538  | 583  | 637  | 655  | 634  |

| 2015 | 2020 | 2022 | - | - | - | - | - | - |
| ---- | ---- | ---- | - | - | - | - | - | - |
| 709  | 701  | 694  | - | - | - | - | - | - |

### Enseignement
Établissements d'enseignements : 
- Écoles maternelles et primaires à Retzwiller, Manspach, Dannemarie, Traubach-le-Bas, Montreux-Jeune.
- Collèges à Dannemarie, Montreux-Château, Altkirch, Seppois-le-Bas, Chèvremont.
- Lycées à Carspach, Altkirch, Delle.

### Santé
Professionnels et établissements de santé :
- Médecins à Dannemarie, Bréchaumont, Montreux-Vieux, Ammerzwiller, Friesen, Fontaine.
- Pharmacies à Dannemarie, Montreux-Vieux, Montreux-Château, Seppois-le-Bas, Altkirch.
- Hôpitaux à Dannemarie, Altkirch, Sentheim, Belfort, Masevaux.

### Cultes
- culte catholique, Communauté de paroisses Saint Pierre les Viaducs[38], églises situées dans l'archidiocèse de Strasbourg.

## Lieux et monuments

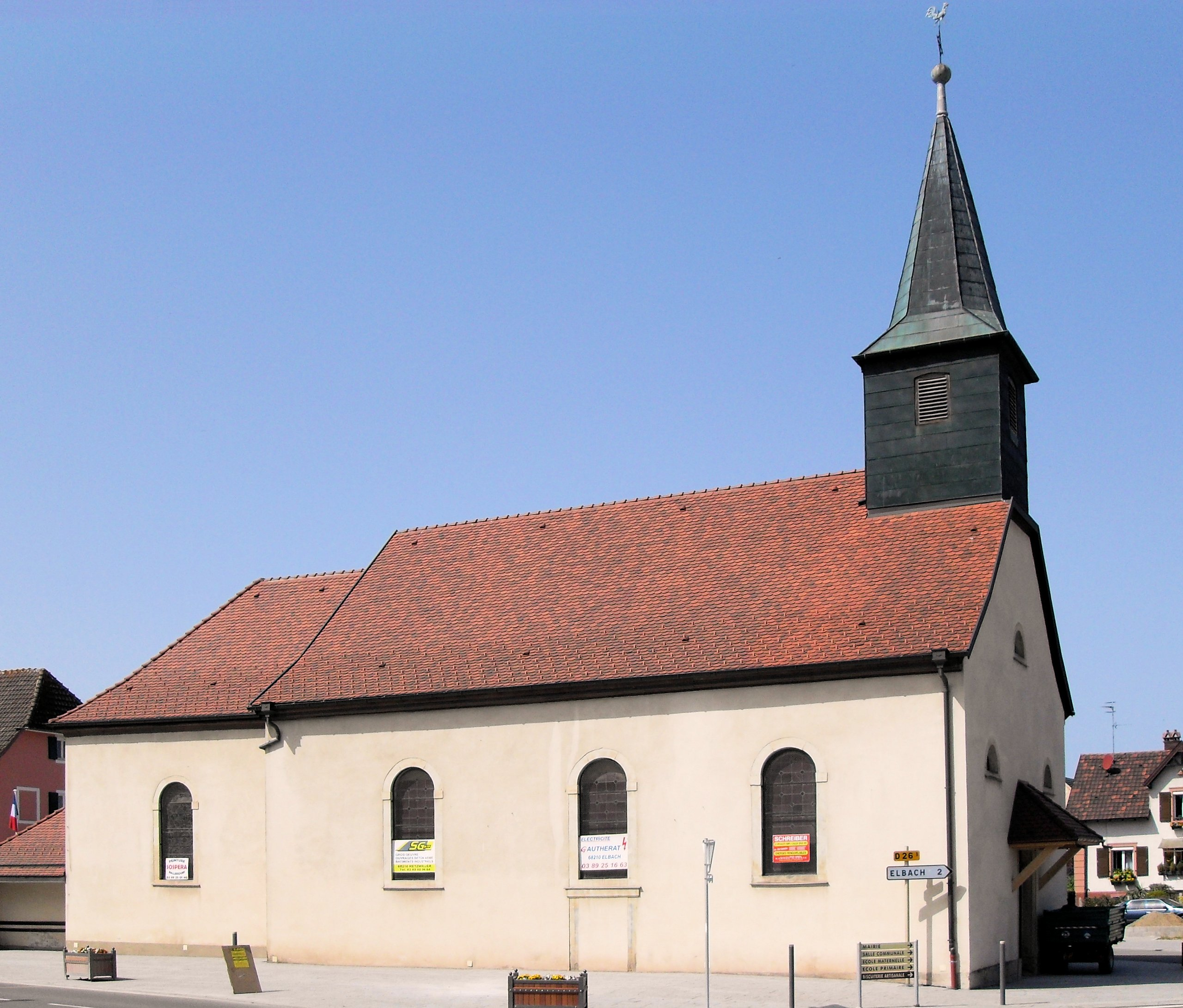
L'église Saint-Antoine.
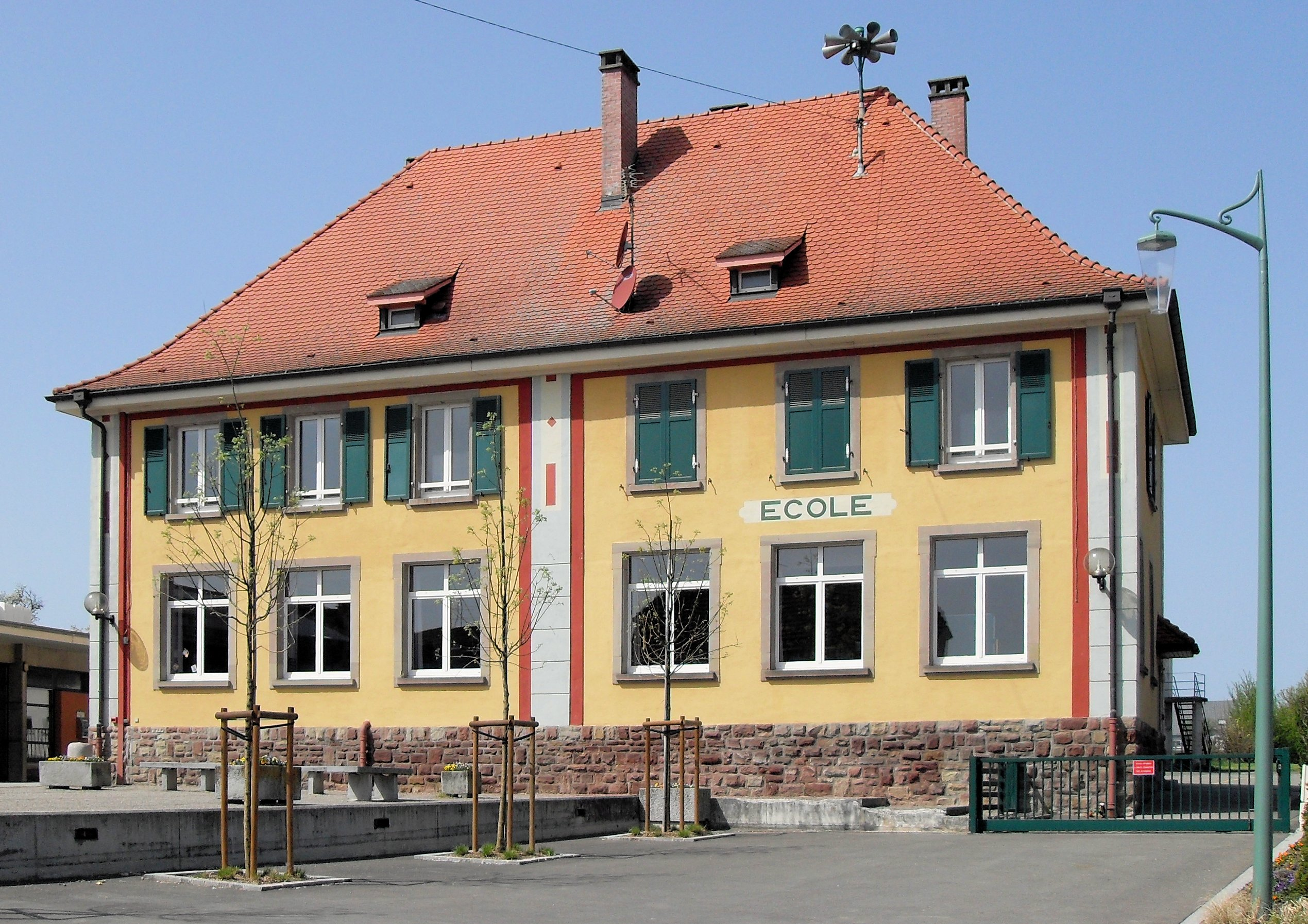
L'école.
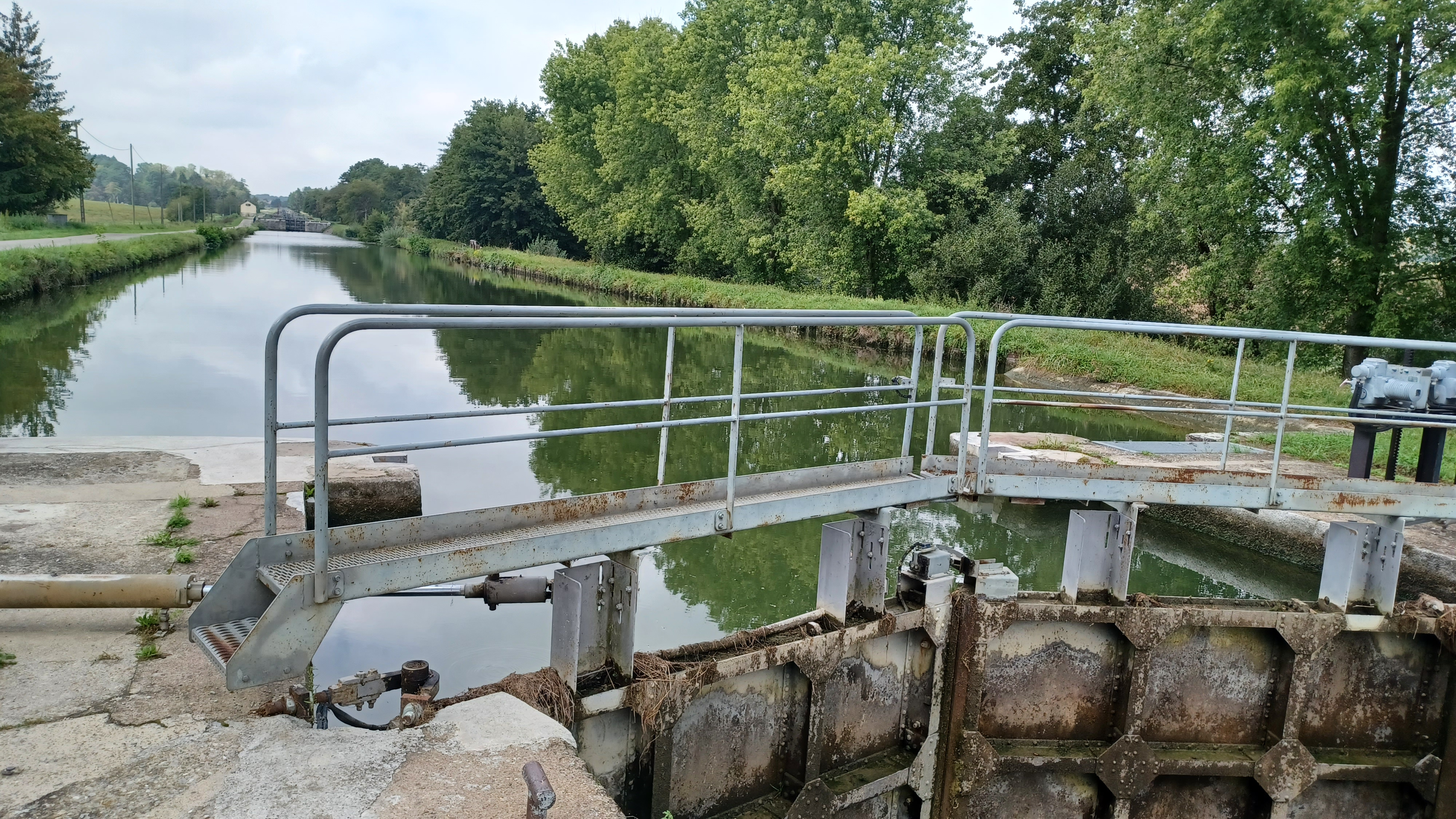
Écluse n°11.

- L'église Saint-Antoine[39].

Patrimoine mobilier :
* Calice.
* Ostensoir.
* Ensemble de deux tableaux de saint Antoine ermite et de saint Roch.
* Croix Christ en croix.
* Cloche.
* Statue saint Roch.
* Statue sainte Odile.
* Ensemble de deux statues sous baldaquin.
* Autel secondaire de saint Antoine l'ermite.
* Autel secondaire de la Sainte Famille.
* Maître-autel.
* Le mobilier de l'église paroissiale Saint-Antoine.
- Monument aux morts près de l'église[52].
- Croix de cimetière[53].
- Écluse sur le Canal du Rhône au Rhin.
- Patrimoine architectural rural recensé par le service de l'Inventaire général du patrimoine culturel[54].
- Maison de maître appelée "Schlössla" ou "Villa Vogtensperger", du nom de son propriétaire au début du XXe siècle de l'entreprise-filiale des tuileries Gilardoni d'Altkirch[55].